# James Woods (freestyleskiër)
James Woods (Sheffield, 19 januari 1992) is een Britse freestyleskiër. Hij vertegenwoordigde zijn vaderland op de Olympische Winterspelen 2014 in Sotsji en op de Olympische Winterspelen 2018 in Pyeongchang.

## Carrière
Bij zijn wereldbekerdebuut, in januari 2008 in Les Contamines, scoorde Woods direct zijn eerste wereldbekerpunten. Op de wereldkampioenschappen freestyleskiën 2011 in Deer Valley eindigde de Brit als achtste op het onderdeel slopestyle en als negentiende op het onderdeel halfpipe. In maart 2012 behaalde hij in Mammoth Mountain zijn eerste toptienklassering in een wereldbekerwedstrijd. Op 7 september 2012 boekte Woods in Ushuaia zijn eerste wereldbekerzege. De Brit won de bronzen medaille op het onderdeel slopestyle tijdens de Winter X Games XVII in Aspen. In Voss nam hij deel aan de wereldkampioenschappen freestyleskiën 2013, op dit toernooi veroverde hij de zilveren medaille op het onderdeel slopestyle. Tijdens de Olympische Winterspelen van 2014 in Sotsji eindigde Woods als vijfde op het onderdeel slopestyle.
Op de wereldkampioenschappen freestyleskiën 2017 in de Spaanse Sierra Nevada sleepte de Brit de bronzen medaille in de wacht op het onderdeel slopestyle. Tijdens de Olympische Winterspelen van 2018 in Pyeongchang eindigde hij als vierde op het onderdeel slopestyle.
In Park City nam Woods deel aan de wereldkampioenschappen freestyleskiën 2019. Op dit toernooi werd hij wereldkampioen op het onderdeel slopestyle, op het onderdeel big air eindigde hij op de 44e plaats.

## Resultaten

### Olympische Winterspelen
| Jaar | Plaats      | Resultaten    |
| ---- | ----------- | ------------- |
| 2014 | Sotsji      | 5e Slopestyle |
| 2018 | Pyeongchang | 4e Slopestyle |

### Wereldkampioenschappen
| Jaar | Plaats        | Resultaten                 |
| ---- | ------------- | -------------------------- |
| 2011 | Deer Valley   | 19e Halfpipe 8e Slopestyle |
| 2013 | Voss          | Slopestyle                 |
| 2017 | Sierra Nevada | Slopestyle                 |
| 2019 | Park City     | 44e Big air · Slopestyle   |

### Wereldbeker
Eindklasseringen
| Seizoen   | Algm | BA  | SS   |
| --------- | ---- | --- | ---- |
| 2011/2012 | 113e | –   | 15e  |
| 2012/2013 | 11e  | –   | Goud |
| 2013/2014 | 53e  | –   | 7e   |
| 2014/2015 | 113e | –   | 16e  |
| 2015/2016 | 14e  | –   | 4e   |
| 2016/2017 | 52e  | 65e | 7e   |
| 2017/2018 | 25e  | –   | 4e   |
| 2018/2019 | 122e | 17e | 39e  |
| 2019/2020 | 188e | 32e | –    |

Wereldbekerzeges
| Datum            | Plaats          | Onderdeel  |
| ---------------- | --------------- | ---------- |
| 7 september 2012 | Ushuaia         | Slopestyle |
| 12 januari 2013  | Copper Mountain | Slopestyle |
| 28 augustus 2015 | Cardrona        | Slopestyle |
| 27 augustus 2017 | Cardrona        | Slopestyle |